# Mišar
Mišar (em cirílico: Мишар) é uma vila da Sérvia localizada no município de Šabac, pertencente ao distrito de Mačva, na região de Mačva. A sua população era de 2188 habitantes segundo o censo de 2011.

## Demografia
| 1948 | 1953  | 1961  | 1971  | 1981  | 1991  | 2002  | 2011  |
| ---- | ----- | ----- | ----- | ----- | ----- | ----- | ----- |
| 915  | 1 009 | 1 105 | 1 296 | 1 590 | 1 973 | 2 217 | 2 188 |